# 金子達
金子 達（かねこ たつ、1943年9月7日 - ）は、日本の男性俳優、声優。東京都出身。

## 来歴・人物
中央大学文学部卒業。
かつてはテアトル・エコー、劇団銅鑼、プロダクション・タンクに所属していた。
特技・資格は英語教諭免許（中学1級・高校2級）、床掃除（ポリッシャー操作・モップ扱い）、中型自動車免許。

## 出演作品

### テレビドラマ
- あの戦争は何だったのか 日米開戦と東條英機
- 女たちの忠臣蔵
- 女はそれを許さない
- 確証
- ギルティ 悪魔と契約した女
- 刑事☆イチロー
- 外科医 鳩村周五郎（郡山優作）
- 氷の轍（加藤千吉）
- 孤独のグルメ
- スワンの馬鹿! 〜こづかい3万円の恋〜
- 全開ガール
- 大河ドラマ
  - 北条時宗
  - 利家とまつ〜加賀百万石物語〜
  - 武蔵 MUSASHI
- 大空港2013
- 探偵物語
- 伝説の監察医 オニグマの事件簿
- 美ら海からの年賀状
- 日本国憲法はこうして生まれた
- 任侠ヘルパー
- はみだし刑事情熱系
- 美女か野獣（江口富治）
- リーガル・ハイ
- わが家の歴史

### 映画
- アオギリにたくして
- 海は見ていた
- スパイ・ゾルゲ（高橋是清）
- 戦艦大和
- 鉄眼の一切経
- 天と地
- 東京兄弟
- 20世紀少年
- FLOWERS -フラワーズ-
- 聯合艦隊司令長官 山本五十六

### テレビ番組
- Asian Ace
- 知るを楽しむ
- 美の巨人たち

### テレビアニメ
- 人間交差点（2003年）
- 結界師（2006年、人間霊）
- ポルフィの長い旅（2008年、ロレンツォ）
- ゴルゴ13（2009年、マギーレ神父）
- 名探偵コナン（2012年 - 2014年、香月栄太郎、志水庄吉、北沢宗吉）
- 蟲師 続章（2014年、村長）
- くまみこ（2016年、村人）

### ゲーム
- SIREN（2003年、名越栄治）

### 吹き替え

#### 映画
- アナライズ・ユー
- アンネの日記
- ウォーロード/男たちの誓い（ジアン大臣）
- 埋もれる殺意 〜39年目の真実〜（エリック・スレイター〈トム・コートネイ〉）
- エスパー
- エリザベス
- 王妃の紋章
- オーシャンズ13（デニー・シールズ）※ソフト版
- 壊滅暴風圏II/カテゴリー7（ライアン・カー 上院議員〈ロバート・ワグナー〉）
- 奇蹟の詩 サード・ミラクル
- クィーン
- ココシリ
- 砂漠の鬼将軍（カール・シュトローリン〈セドリック・ハードウィック〉）※PDDVD版
- シャッフル
- 情愛と友情
- ショック・ウェーブ
- スパイダー パニック!
- 007 カジノ・ロワイヤル（トーナメント責任者）※ソフト版
- ドレスデン、運命の日
- ノトーリアス・B.I.G.
- バットマン ビギンズ
- ビジター
- ブーリン家の姉妹
- 評決（エド・コンキャノン）※TBS版追加録音
- ミレニアム　ドラゴン・タトゥーの女（ディルク・フルーデ弁護士）
- 名犬ラッシーの大冒険
- 臨死
- レジェンド・オブ・ゾロ
- レッドクリフ

#### テレビドラマ
- ER緊急救命室
  - シーズン13 #3（ジェームス・アンダーソン〈アルバート・ホール〉）
  - シーズン14 #12（レジス〈ジム・ヘイニー〉）
- WITHOUT A TRACE/FBI 失踪者を追え!
- NCIS 〜ネイビー犯罪捜査班
- グッド・ワイフ（ソルベ判事）
- 刑事ヴァランダー 白夜の旋律
- ザ・ソプラノズ 哀愁のマフィア
- ザ・ホワイトハウス
- ザ・ミドル 中流家族のフツーの幸せ
- スイート・ライフ
- 北京バイオリン
- ボードウォーク・エンパイア 欲望の街
- ミステリー・グースバンプス
- ミス・マープル5 青いゼラニウウム（サー・ヘンリー・クリザリング）
- 名探偵ポワロ 死者のあやまち（ワーバートン大尉〈マーティン・ジャーヴィス〉）
- 名探偵モンク
- ロイヤル・スキャンダル 〜エリザベス女王の苦悩〜
- ROME［ローマ］
- LOST

### ラジオ
- TBSラジオ「明日の農業・歌謡曲でおはよう」

### 舞台
- 風が吹くとき
- 狙撃兵の影
- 罪と罰
- 天神さまのほそみち
- 西の国の人気者
- 墓場なき死者
- 炎の人
- 女達の秩父事件